# Escola de Pedagogia Musical / Mètode Ireneu Segarra
L'Escola de Pedagogia Musical - Mètode Ireneu Segarra (1973-2003) va ser una institució de formació permanent adreçada als mestres de música de Catalunya que va treballar basant-se en la metodologia creada pel músic, pedagog i monjo de Montserrat Ireneu Segarra i Malla.

## Història[calcitació]
Poc abans de 1970 un grup de pedagogs catalans es van reunir a Montserrat amb la intenció de donar una nova empenta a l'educació musical dels infants a Catalunya i van encarregar al pare Ireneu Segarra, atesa la seva experiència al front de l'Escolania de Montserrat, l'elaboració d'un primer informe sobre com havia de ser la pedagogia de la música a l'ensenyament ordinari i als centres especialitzats en educació musical.
Durant l'any 1973, un primer equip de treball format per Joan Casals, Pilar Martos, Santi Riera i Montserrat Solanich, van iniciar la posada en pràctica d'una primera proposta graduada d'ensenyament musical elaborada pel mateix pare Ireneu Segarra a diverses escoles d'ensenyament primari. L'any següent es va crear l'Escola de Pedagogia Musical i es van començar a organitzar els diferents cursos de formació adreçats als mestres de música, cursos que van mantenir la seva continuïtat fins al 2003.
L'Escola de Pedagogia Musical va néixer, doncs, amb l'objectiu de promoure la formació contínua dels mestres de música i la posada en pràctica de l'anomenat Mètode Ireneu Segarra contribuint a la normalització de l'ensenyament musical a les escoles de Catalunya. Amb aquesta finalitat es va constituir com un grup de treball que, sota la direcció del pare Ireneu Segarra, es va dedicar a la recerca i ordenació de materials i a l'elaboració i experimentació d'un programa de formació musical per a l'Educació Infantil i l'Educació Primària i per a les Escoles de Música. Durant prop de 30 anys milers de mestres i professors van assistir a aquests cursos en què es van posar les bases per a la renovació de l'ensenyament de la música a Catalunya i a les Balears. L'ensenyament actual de la música a Catalunya és deutor d'aquesta potent iniciativa que va suposar una renovació molt important de les propostes en pedagogia musical.
Durant més de 20 anys, el pare Ireneu Segarra, amb la col·laboració de nombrosos pedagogs (entre els quals Marta Badia, Margarida Barbal, Sebastià Bardolet, Josep Baucells, Baltasar Bibiloni, Montserrat Busqué, Joan Cabero, Joan Casals, Xesc Crespí, Joaquim Garrigosa, Pere Godall, Núria Lluveras, Assumpció Malagarriga, Joaquim Maideu, Teresa Malagarriga, Antoni Miralpeix, Joaquim Miranda, Josep Pons, Elvira Querol, Santi Riera, Neus Simon, Maite Solà, Eulàlia Tarroja, Assumpta Valls i Mercè Vilar), i a partir del profund coneixement de diferents sistemes d'ensenyament musical, va treballar en el desenvolupament d'aquesta metodologia.